# Трећа приморско-горанска бригада Тринаесте дивизије НОВЈ
Трећа приморско-горанска бригада Тринаесте дивизије НОВЈ (од 16. априла 1944. године Друга бригада 35. дивизије НОВЈ) формирана је у рејону Сушака средином септембра 1943. године од Трећег батаљона Прве бригаде 13. дивизије и новомобилисаних бораца након капитулације Италије. Имала је четири батаљона, батерију хаубица и пратећу чету, укупно око 2000 бораца. 

## Борбени пут бригаде
Водила је тешке борбе против немачких јединица око Сушака 19/20. септембра, Мартиншћице, Кукуљанова, Церника почетком октобра, затим код Брибира и Леденица, а средином октобра на простору Делнице-Брод на Купи и Црни Луг-Скрад. У тим борбама претрпела је тешке губитке, тако да је крајем октобра реорганизована у три батаљона са око 900 бораца. У другој половини децембра учествовала је у заузимању Врбовског, а јануара 1944. обезбеђивала је слободну територију Хрватског приморја између Цриквенице и Карлобага. Значајније борбе са деловима немачке 114. ловачке дивизије водила је 19. јануара 1944. код Брлога и Жуте Локве, а 23. јануара код Језерана и Крижпоља, затим са деловима немачке 392. легионарске дивизије код Бриња, Прокика, Оточца, Врховина, Бабиног Потока и Рамљана током фебруара, марта и априла. Од 7. до 16. маја, за време немачке операције Моргенштерн учествовала је у добијању напада јаких немачких и усташко-домобранских снага на слободну територију Лике, а 28. маја у заузимању Коренице.
Од 16. јуна 1944. у саставу је 35. личке дивизије као њена Друга бригада. Тада је имала четири батаљона, пратећу и техничку чету, извиђачки вод, летећу ударну групу и амбуланту са укупно 1042 борца, наоружаних са 470 пушака, 50 аутомата, 23 пушкомитраљеза, 6 митраљеза, 9 минобацача, 3 противтенковска топа, и 96 пиштоља. У саставу дивизије учествовала је у заузимању Рибника, Будака, Широке Куле и Перушића, водила борбе у ширем рејону Коренице и Шегановца. Дана 17. јула ослободила је Пријебој, 22. јула водила тешке борбе у ширем рејону Врховина, а почетком августа око Огулина, Гомирја и Врбовског. Потом је дејствовала у Лици до 2. априла 1945. када је расформирана, а њеним људсвом попуњене су јединице 13. приморско-горанске дивизије.
Одликована је Орденом заслуга за народ и Орденом братства и јединства.